# Mimudea chalcochlora
Mimudea chalcochlora là một loài bướm đêm trong họ Crambidae.